# Casey au bâton
Pour les articles homonymes, voir Casey at the Bat.

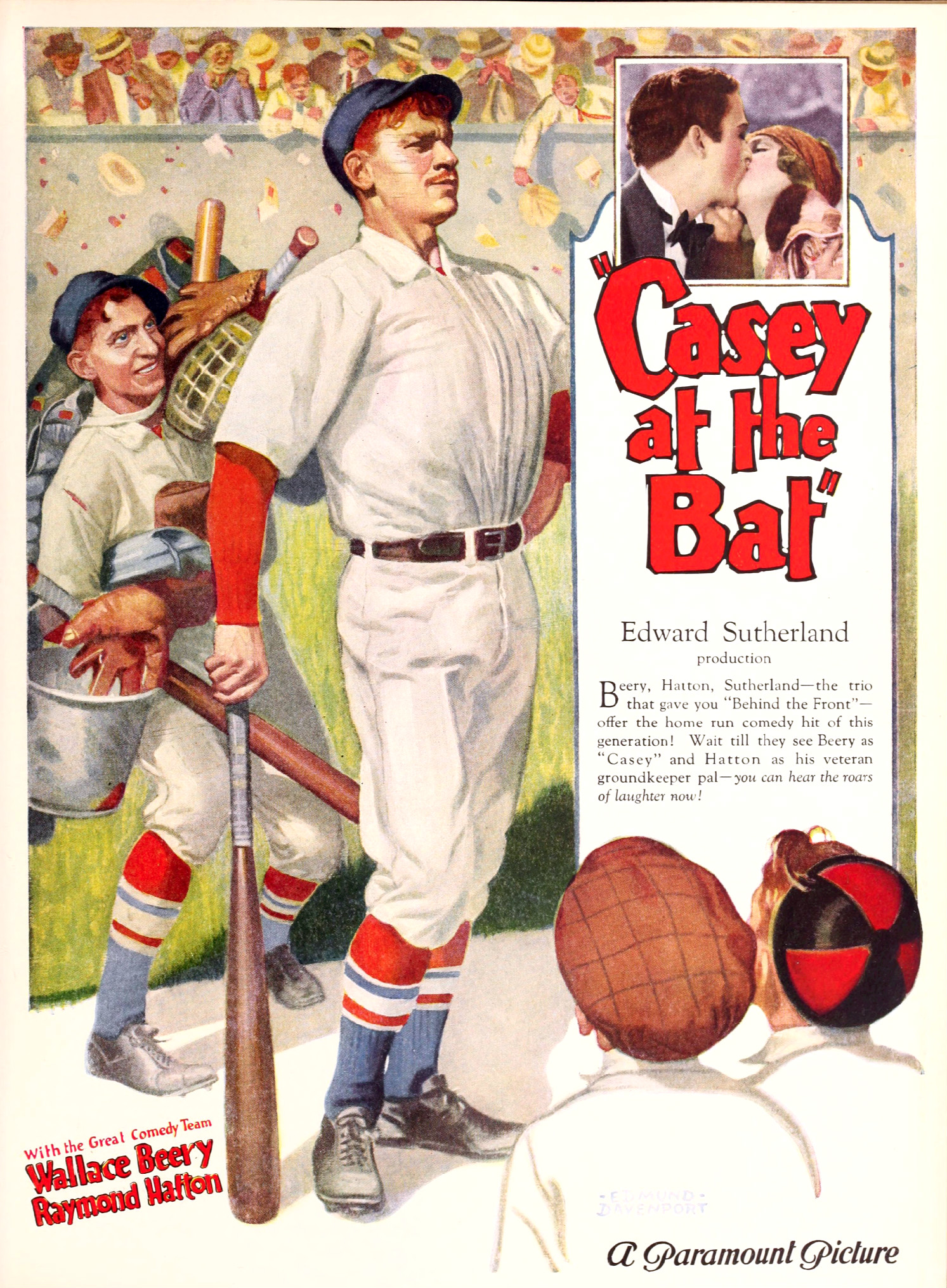
Affiche du film Casey at the Bat réalisé par Monte Brice, 1926.

Casey au bâton est un poème mi-lyrique mi-satirique en vers de treize pieds écrit en 1888 par Ernest Lawrence Thayer (titre original : Casey at the bat), popularisé par DeWolf Hopper.

## Description
Le texte raconte l'histoire de la dernière manche d'une partie de baseball entre l'équipe de la municipalité fictive de Mudville et une équipe visiteuse non désignée. Mudville perd 4 à 2 (5 à 3 dans la version française, ce qui a exactement les mêmes conséquences) et espère que le grand frappeur Casey viendra au bâton pour redresser la situation. Ce dernier se présente au marbre (grâce aux coups sûrs portés par deux de ses coéquipiers, pourtant méprisés de la foule) mais, dans une attitude d'outrecuidance similaire à celle du lièvre de la fable de La Fontaine, il laisse passer deux bonnes balles sans tenter de les frapper et se fait finalement retirer au troisième lancer, terminant la partie sur une défaite de son équipe.
Ce texte, qui est une pièce d'anthologie aux États-Unis, a été récité des milliers de fois par différents acteurs de théâtre et de vaudeville depuis sa parution dans le San Francisco Examiner en juin 1888. Il a aussi fait l'objet de multiples versions, parodies, suites et adaptations littéraires et cinématographiques. Sa chute, triste et décourageante, est en rupture avec la mythologie de la fin heureuse (happy end) si typique du lyrisme littéraire américain. La version originale de la strophe suivante, la dernière du texte, est connue par cœur par de nombreux américains et canadiens:
Quelque part dans ce beau pays, le soleil brille et luit.
Quelque part un concert a lieu. Quelque part on sourit.
Quelque part des gens chantent, des enfants sautent à cloche-pied.
Mais Mudville est sans joie : le grand Casey est retiré.

## Adaptation
- Casey at the Bat (1899) réalisé par James H. White
- Casey at the Bat (1913) réalisé par James Young et avec Harry T. Morey
- Casey at the Bat (1916) réalisé par Lloyd Ingraham
- Casey at the Bat (1927) réalisé par Monte Brice et avec Spec O'Donnell
- Casey at the Bat (1946) est un court-métrage d'animation produit par Walt Disney, mettant en scène une version du poème peu fidèle à son concept d'origine (Casey y apparaît moins comme un joueur talentueux mais fat que comme un poseur sans talent qui se fait distraire de sa tâche par la portion féminine de ses supporters).